# Ровіо
Ровіо (італ. Rovio) — колишня громада  в Швейцарії в кантоні Тічино, округ Лугано. 2022 року громади Мароджа, Мелано і Ровіо об'єдналися в громаду Валь-Мара.

## Географія
Громада розташована на відстані близько 165 км на південний схід від Берна, 30 км на південь від Беллінцони.
Ровіо має площу 5,6 км², з яких на 6,9% дозволяється будівництво (житлове та будівництво доріг), 6,9% використовуються в сільськогосподарських цілях, 79,3% зайнято лісами, 6,9% не є продуктивними (річки, льодовики або гори).

## Демографія
2019 року в громаді мешкало 817 осіб (+9,7% порівняно з 2010 роком), іноземців було 20,4%. Густота населення становила 146 осіб/км².
За віковим діапазоном населення розподілялося таким чином: 16,5% — особи молодші 20 років, 60,7% — особи у віці 20—64 років, 22,8% — особи у віці 65 років та старші. Було 372 помешкань (у середньому 2,2 особи в помешканні).
Із загальної кількості 101 працюючого 11 було зайнятих в первинному секторі, 24 — в обробній промисловості, 66 — в галузі послуг.